# TOI-700 d
TOI 700 d è un pianeta extrasolare orbitante nella cosiddetta zona abitabile della stella TOI 700, una nana rossa di classe M distante 101,5 anni luce dal sistema solare. A settembre 2024 è il secondo esopianeta con il più alto indice di similarità terrestre dopo Teegarden b.

## Caratteristiche
Il pianeta è stato scoperto tramite il telescopio spaziale TESS nel gennaio 2020 con il metodo del transito, assieme ad altri due pianeti più interni, TOI 700 b e TOI 700 c. Tre differenti studi sono stati pubblicati poco dopo la scoperta, e mentre i periodi orbitali e  i raggi dei pianeti sono noti con discreta precisione, più incerte sono le stime della massa, dove c'è qualche piccola differenza tra i differenti studi: Gilbert et al. la stimano attorno a 1,72 M⊕, Suissa et al. a 1,423 M⊕ e Rodriguez et al. a poco più di 2 volte la massa della Terra. In ogni caso con un raggio del 20% circa superiore a quello terrestre, il pianeta è sicuramente classificabile come pianeta terrestre con superficie solida. 
Ruota attorno alla stella in poco più di 37 giorni, a una distanza media di 0,163 UA su un'orbita poco eccentrica (e=0,032).

## Abitabilità
Essendo la stella madre molto meno luminosa del Sole (solo il 2,3%) alla distanza alla quale si trova è situato all'interno della zona abitabile, dove potrebbero esistere le condizioni per sostenere acqua liquida sulla superficie, indispensabile per la presenza della vita così come noi la conosciamo. 
Il pianeta riceve circa l'87% della radiazione che riceve la Terra dal Sole (la stessa che il nostro pianeta riceveva 1,7 miliardi di anni fa), tuttavia come solitamente succede coi pianeti in orbita a nane rosse, la vicinanza alla stella madre li costringe alla rotazione sincrona, con un emisfero perennemente illuminato mentre l'altro rimane sempre al buio. La stima della sua temperatura di equilibrio è di 269 K considerando un'albedo simile a quella terrestre, mentre a seconda della composizione atmosferica, la sua temperatura effettiva potrebbe essere di 295±55 K.